# جامعة كمبلوتنسي بمدريد
جامعة كمبلوتنسي بمدريد (بالإسبانية: Universidad Complutense de Madrid) هي جامعة حكومية إسبانية شهيرة تقع في مدريد وأكبر جامعة في إسبانيا وواحدة من أقدم الجامعات في العالم. وكلمة كمبلوتنسي هي الاسم اللاتينية (باللاتينية: Complutensis) لبلدة قرب مدريد تأسست بها الجامعة تسمى ألكالا دي إيناريس. ويدرس فيها مائة وسبعة عشر ألف (117000) طالب ويقوم على شؤونها عشر ألاف (10000) من أعضاء هيئة التدريس والموظفين، ويجدر الإشارة إلى أنه كل أعضاء هيئة التدريس تقريبا من الإسبان. يتكون حرم الجامعة من جزأين: المدينة الجامعية بمونكلوا وسوموساجوس.

## التاريخ
جامعة كمبلوتنسي بمدريد هي واحدة من أقدم الجامعات في العالم التي أسست في ألكالا دي إيناريس على يد الكاردينال فرانثيسكو خيمينيث دي ثيسنيروس عام 1499. لكن تاريخ تأسيسها الحقيقي يعود لعام 1293 حيث العصور الوسطى عندما قام الملك سانشو الرابع ملك كاستيا ببناء مدارس ألكالا العامة والتي أصبحت تحمل اسم جامعة كمبلوتنسي على يد دي ثيسنيروس بعد طلب قدمه إلى الإسكندر السادس. وفي الفترة 1509-1510 كانت هنالك خمس مدارس (كليات) بالفعل : فلسفة والآداب، علم اللاهوت، فقه اللغة، قانون كنسي، والطب. وفي عام 1836، وفي عهد الملكة إيزابيل الثانية تم نقل الجامعة إلى مدريد في شارع سان برناردو تحت اسم المكتبة الجامعية. وفي عام 1851 تحولت إلى الجامعة المركزية، إلى أن أصبحت في عام 1970 تحمل اسمها الحالي جامعة كمبلوتنسي.

## من مشاهير الخريجين
- رامون مننديث بيدال
- خوان لويس أرسواجا، إحاثي إسباني.

## من مشاهير الأساتذة
- رامون مننديث بيدال، شغل كرسي الدراسات الرومانسية بالجامعة أربعين عامًا (1899 ـ 1939)
- ألفونسو فاليجو، طبيب أعصاب وكاتب وشاعر إسباني ولد عام 1943م في سانتاندير.